# Club Social y Deportivo Universidad Tecnológica Equinoccial
El Club Social y Deportivo Universidad Tecnológica Equinoccial es la representación deportiva de la Universidad Tecnológica Equinoccial de  Quito, Ecuador.
Tiene equipos profesionales deportivos, destacándose los de baloncesto y fútbol.
Su equipo de fútbol profesional fue fundado el 12 de noviembre de 1986 y se desempeña actualmente en la Segunda Categoría de Ecuador, aunque en la actualidad debido a problemas institucionales no ha participado desde el año 2017 en este campeonato. Está afiliado a la Asociación de Fútbol No Amateur de Pichincha.

## Historia
Según actas constitucionales, el Club Social y Deportivo UTE nace el 23 de octubre de 1985, como la idea que día a día se fue cristalizando a través de trabajo y los logros de un grupo de jóvenes estudiantes de la Universidad, conscientes del valor del deporte en la formación de la juventud, su creación se publica en el Registro Oficial de 12 de noviembre de 1986.
El Club Social y Deportivo de la Universidad Tecnológica Equinoccial desde su inicio se propuso proyectar la imagen de lo que somos interiormente en nuestra Institución, una comunidad de autoridades, docentes, estudiantes y trabajadores en la búsqueda de la excelencia, no como un estado sino como un ideal, por esto en la entrega y dedicación de los deportistas en las diversas disciplinas, entrenadores y dirigencia, se encuentra un núcleo ejemplar de superación, que ha tenido grandes logros a nivel universitario, provincial, nacional y latinoamericano.
El Club Social y Deportivo UTE es una persona jurídica de Derecho Privado aprobada por el Ministerio de Educación y Cultura, con acuerdo ministerial 3321 del 12 de noviembre de 1986. Cuenta con el reconocimiento de las autoridades del Estado ecuatoriano y es parte de la estructura deportiva del país.
El Club Social y Deportivo UTE, es una asociación civil cuyo objeto es el desarrollo y práctica del deporte formativo y competitivo a nivel provincial, nacional e internacional.
El Club además fomenta la activación física de la comunidad educativa de la Universidad Tecnológica Equinoccial, donde selecciona y prepara a sus estudiantes para las distintas competencias universitarias.
La estructura deportiva nacional acoge en su seno al Club Social y Deportivo UTE, el cual no solamente ha sido participante con sus deportistas en los diferentes campeonatos coordinados por organismos deportivos sinoque, ha optado por tener un papel protagónico al ser un eficiente organizador de eventos deportivos y además se ha involucrado activamente en la dirigencia del país como por ejemplo en la FEDUP, donde el Señor Rector de la UTE, Dr. Álvaro Trueba Barahona, ostenta la vicepresidencia nacional.

## Estadio
El estadio está ubicado en el Av. Universitaria y calle Bolivia, que es en el barrio Ciudadela Universitaria al norte del Quito. En 2012, el alcalde del Quito, Augusto Barrera y el presidente del Club Deportivo UTE, Patricio Pozo, firman un convenio de asociación estratégica.
Con este acuerdo, UTE podrá utilizar las instalaciones del estadio Universitario César Aníbal Espinoza, con un aforo de 15 mil personas, para los entrenamientos y partidos como local en la Segunda Categoría del Campeonato Ecuatoriano de Fútbol, Copa Credife.

## Jugadores
- Andrés Carcelén
- Santiago Criban
- José Luís Cañola
- Patricio Aviles
- Alessandro Vasquez
- Dario Arroyo
- Tyrone Macias
- Stalin Reyes
- Henry Enríquez
- Marlon Guerra
- Esteban Lincano
- Danny David Reina Leyes

## Títulos
- tercer lugar Segunda Categoría de Ecuador:2009
- Campeón amateur segunda categoría
- Campeón nacional interuniversitario “Cuenca”
- Campeón amateur primera categoría 1993
- Campeón del ascenso a segunda categoría profesional 1994; mantuvimos la categoría hasta 1998.
- Campeón ínter universitario Manabí 1996
- Campeón ínter universitario PUCE 1998
- Campeón ínter universitario ESPE 1999
- Campeón ínter universitario PUCE 2000
- Campeón amateur 2000
- Campeón amateur 2001
- Campeón amateur 2003
- Campeón amateur de los torneos apertura y clausura 2005
- Campeón Copa Pichincha de ascenso a segunda categoría del fútbol profesional 2005.
- Campeón ínter universitario copa Universidad Internacional 2006.
- Campeón Provincial de Segunda Categoría Profesional Clasificando al Torneo Zonal 2006
- Campeón Provincial de Segunda Categoría Profesional Clasificando al Torneo Zonal 2008
- Segundo lugar del Torneo de Segunda Categoría del Fútbol Profesional de Pichincha: 2009

FÚTBOL SALA
- Campeón provincial 1996

Fútbol salón
- Campeón provincial 1997
- Campeón nacional 1997
- Campeón provincial 1998
- Campeón torneo coca cola 1998
- Campeón challenger fútbol 5 con un premio de 30’000 000 de sucres
- Campeón provincoial 1999
- Campeón provincoial 2000

BALONCESTO MASCULINO:
- Torneo Preparación 1987, Serie B masculino (Segunda categoría)
- Torneo Oficial masculino 1987 Serie B (Segunda categoría)
- Campeonato Interuniversitario Loja 1995 Femenino
- Segundo Campeonato Universitario Masculino 1996
- Campeonato Oficial masculino de Pichincha 1996
- Subcampeón Torneo Sudamericano de Clubes Curitiba 1998
- Torneo Masculino Categoría Sub-22 Pichincha 1998
- Torneo Cuadrangular Internacional Rumiñahui 1999
- Liga Nacional Masculina Seniors 1999
- Cuadrangular Internacional Masculino 2000
- Torneos  Masculino ESPE 2000
- Torneo Cuadrangular Internacional
- Liga Nacional Femenina 2003
- Primer Campeonato Interuniversitario 2004
- Primer Campeonato Nacional Interclubes Masculino Sub-18 2004
- Torneo Abierto Interclubes Masculino Cadetes 2004
- Torneo Preparación Juvenil Masculino 2005
- Segundo Torneo Nacional Juvenil Interclubes Masculino 2005
- Cuarto Torneo Universitario Masculino de Quito 2005
- Torneo preparación ASO Pichincha 2009
- Torneo atletas en acción
- Torneo en beneficio Katia Dueñas
- Torneo Parroquia de Calderón

BALONCESTO FEMENINO :
- Torneo cuadrangular femenino, Coliseo de la UTE
- Torneo femenino Preparación 1991
- Campeonato Oficial femenino de Pichincha 1991
- Torneo femenino Preparación Rumiñahui 1992
- Torneo Preparación Femenino de Pichincha 1993
- Campeonato Oficial Femenino de Pichincha 1993
- Torneo Preparación femenino 1994
- Torneo cuadrangular internacional femenino 1994
- Torneo femenino “Año Nuevo – As Deportivo” 1995
- Campeonato Nacional femenino de Clubes 1995
- Segundo Torneo femenino  “Año Nuevo-As Deportivo” 1996
- Segundo Campeonato Universitario Femenino 1996
- Torneo Nacional femenino de clubes 1996
- Torneo Cuadrangular femenino San José de La Salle 1997
- Primera Liga Nacional Femenina 1997
- Cuarto Torneo Femenino “As Deportivo”, 1998
- Campeonato Oficial Femenino de Pichincha 1998
- Torneo Nacional Femenino de Clubes Jipijapa 1998.
- Torneo Femenino Categoría Sub-22 Pichincha 1998
- Torneo Cuadrangular Femenino: Loja 1999
- Torneo Oficial Femenino de Pichincha 1999
- Liga Nacional Femenina 1999
- Sexto Torneo Femenino “As Deportivo” 2000
- Torneo Oficial Femenino 2000
- Torneo Cuadrangular Femenino 2002
- Campeonato Oficial Femenino de Pichincha 2003
- Campeonato Juvenil Femenino Pichincha 2004
- Torneo Preparación Interclubes Femenino 2004
- Campeonato Oficial Femenino de Pichincha 2004
- Liga Ecuatoriana Femenina 2004
- Torneo Abierto Interclubes Femenino Cadetes 2004
- Torneo Femenino Preparación 2005
- Torneo Preparación Juvenil Femenino 2005
- Segundo Torneo Nacional Juvenil Interclubes Femenino 2005
- Campeonato Oficial Femenino de Pichincha 2005
- Campeonato Cadetes Femenino de Pichincha 2005
- Séptima Liga Nacional Femenina 2005
- Universitario nacional  Ambato 2009
- Torneo preparación ASO Pichincha 2009
- Torneo Parroquia de Calderón